# Alter jüdischer Friedhof (Gießen)

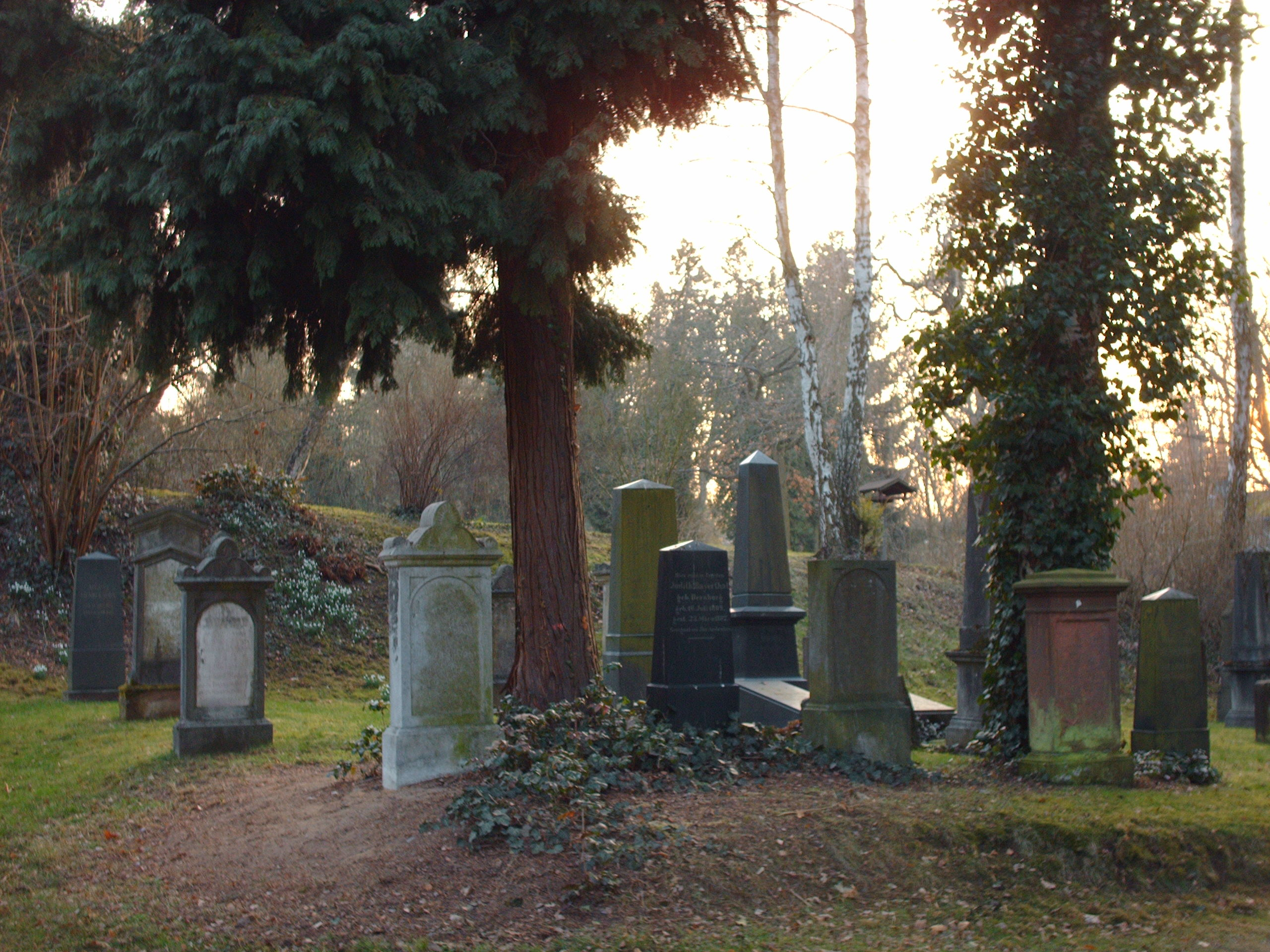
Liberal-jüdisches Gräberfeld auf dem Alten Friedhof in Gießen (2008)

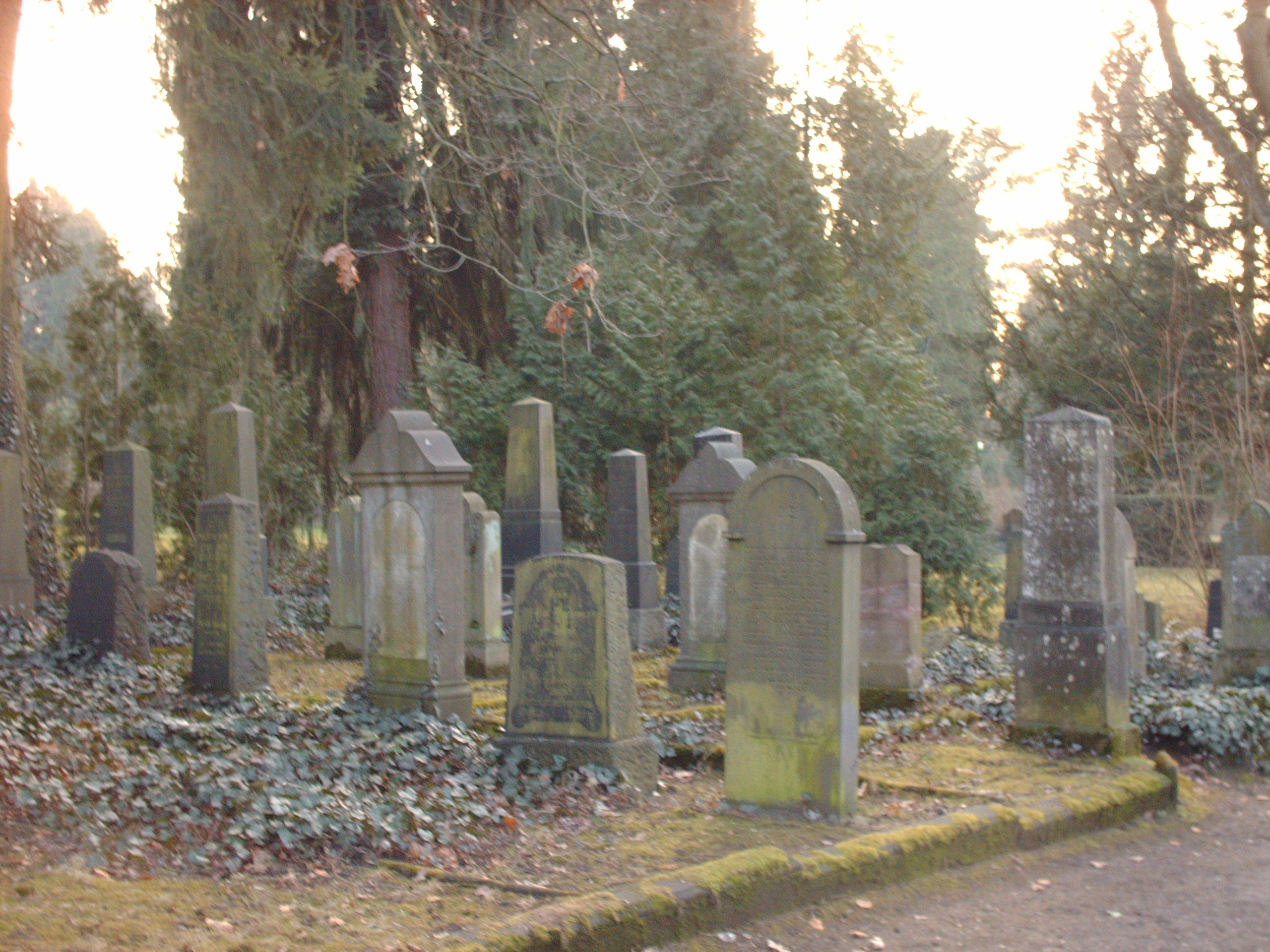
Orthodox-jüdisches Gräberfeld auf dem Alten Friedhof in Gießen (2008)

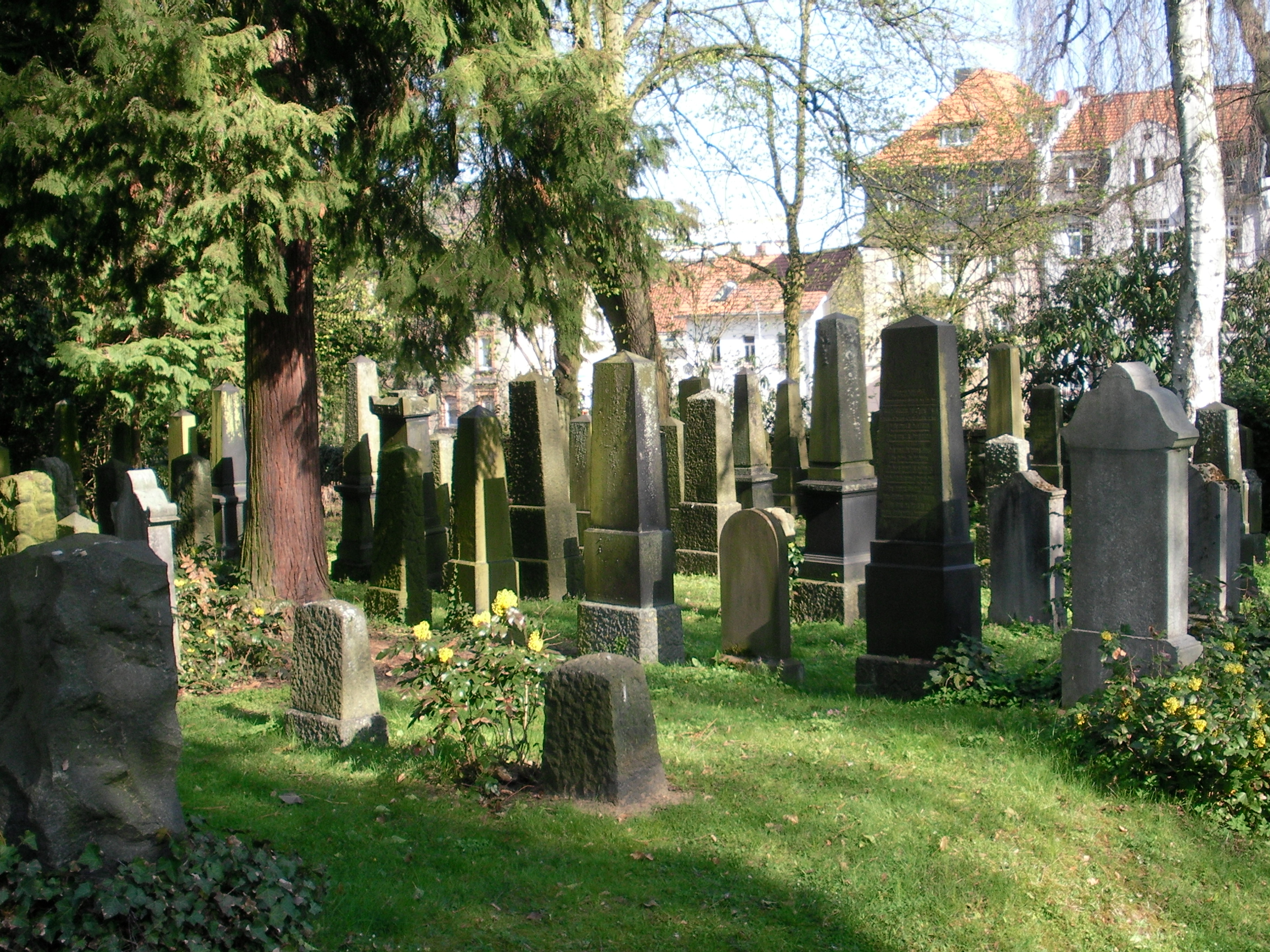
Jüdisches Gräberfeld auf dem Alten Friedhof in Gießen (2010)

Der Alte jüdische Friedhof Gießen liegt auf dem Alten städtischen Friedhof an der Licher Straße in der hessischen Stadt Gießen in Hessen. Der jüdische Friedhof besteht aus zwei jüdischen Abteilungen – einer größeren liberalen und einer kleineren orthodoxen Abteilung.

## Geschichte
Für das Mittelalter und die frühe Neuzeit ist kein jüdischer Friedhof in Gießen bekannt. Bis zum Jahr 1836 wurden die Toten der jüdischen Gemeinde Gießen in Großenlinden beigesetzt. Seitdem gab es einen eigenen jüdischen Friedhof am Nahrungsberg in Gießen als Teil des alten städtischen Friedhofes.

## Beschreibung
Der jüdische Friedhof besteht aus zwei voneinander getrennten Gräberfeldern mit einem separaten Eingangsbereich an der Licher Straße und wurde im Jahr 1826 eröffnet. Er blieb gemäß den religionsgesetzlichen Grundlagen der Halacha und dem ewigen Ruherecht in großer Dichte erhalten. Seit dem Jahr 1867 besteht eine Chewra Kadischa für den im Eigentum der jüdischen Gemeinde zu Gießen befindlichen Friedhof.
Bis zum Jahr 1876 war der jüdische Friedhofsteil durch eine Mauer vom christlichen Teil abgetrennt, bis im Sommer dieses Jahres die Mauer nach einem entsprechenden Beschluss des Gemeindevorstandes der israelitischen Gemeinde abgebrochen wurde – trotz eines Protestes des Rabbiners und einiger orthodox geprägter Gemeindeglieder. Im Jahr 1908 wurde der Friedhof geschlossen und nur vereinzelt wurden danach weitere Beerdigungen in Familiengräbern durchgeführt.
Nach einem Gräberverzeichnis wurden auf dem 2050 m² großen Friedhof insgesamt 373 Beisetzungen vorgenommen von denen insgesamt noch 223 Grabsteine erhalten geblieben sind. Die Grabsteine sind schlicht und mit wenigen Verzierungen ausgeführt worden und stehen in dichten Reihen nebeneinander.
Hervorzuheben sind für den größeren Teil des jüdischen Friedhofes die Grabstellen und Grabmäler für:
- Dr. Benedict Samuel Levi (1806–1899), Rabbiner und seiner Ehefrau
- Seiner Exzellenz Abraham Sack (1826–1893), Familiengrab
- Meyer Homberger (1820–1898), Stadtverordneter und seiner Ehefrau
- Siegmund Bock (1827–1884), Zigarrenfabrikant und seiner Ehefrau Ottilie

Für das kleinere Gräberfeld im nördlichen Teil, welches nur durch einen Weg und eine Hecke vom christlichen Gräberfeld abgegrenzt wurde, sind 32 Grabsteine mit neun Grabsteinen für Kindergräber erhalten geblieben. Die Bestattungen in diesem Bereich fanden von 1890 bis 1926 statt. 
Heute nimmt die Gesamtanlage des alten Friedhofs in vielen Fällen die Funktion einer Parkanlage ein, da im vorderen Bereich des Friedhofes weite Flächen abgeräumt und in diesem Bereich nur bedeutende Grabmäler erhalten wurden.
Der alte jüdische Friedhof ist als Teil einer Gesamtanlage im Denkmalverzeichnis des Landesamts für Denkmalpflege Hessen als Kulturdenkmal aufgrund seiner künstlerischen, geschichtlichen und städtebaulichen Bedeutung eingetragen.